# Кетлин Рубинс
Кетлин Халиси „Кејт” Рубинс (енгл. Kathleen Hallisey "Kate" Rubins; Фармингтон, 14. октобар 1978) је астронаут агенције NASA. За астронаута је изабрана у јулу 2009. године као члан 20. астронаутске групе америчке свемирске агенције.
Дипломирала је у центру за обуку астронаута агенције NASA. Током тренинга прошла је обуку везану за системе Међународне свемирске станице, излазак у отворени свемир, управљање роботском руком, а прошла је и обуку на авиону Т-38. Први пут полетела је у свемир 7. јула 2016. руском летелицом Сојуз МС-01 и боравила је на МСС као члан Експедиција 48/49 у трајању од 115 дана и тако постала 60. жена која је полетела у орбиту. Током овог лета направила је 1.840 кругова око Земље, а спровела је и многе експерименте и учествовала у две свемирске шетње.